# Condado de Pernía
El Condado de Pernía es un título nobiliario español creado el 20 de enero de 1718 por el archiduque-pretendiente Carlos de Austria a favor de Luis de Pernía y Girón.
Su denominación hace referencia al municipio de La Pernía, municipio en la provincia de Palencia, en la Comunidad Autónoma de Castilla y León, España.

## Historia
El título se otorgó en 1707 con la denominación de "Condado de Villamuriel" y confirmado en 1718, con la actual denominación.
Este título debería haberse considerado un título austriaco, ya que en 1718 el archiduque Carlos de Austria ya era emperador y había sido con anterioridad que Felipe V se había comprometido a reconocer los títulos anteriormente otorgados por el archiduque pretendiente.
No obstante, lo anterior, el rey Felipe V reconoció y confirmó este título en 1725 como título español.

## Antecedentes
Durante varios siglos los obispos de Palencia se intitulaban "Condes de Pernía", sobre todo a partir de 1410, en que Juan II de Castilla, reconoció a dichos obispos jurisdicción sobre esos territorios. Este reconocimiento de señorío no implicó, en ningún momento reconocimiento de título nobiliario.

## Condes de Pernía
|                                                        | Titular                                                | Periodo                                                |
| Creación por Archiduque pretendiente Carlos de Austria | Creación por Archiduque pretendiente Carlos de Austria | Creación por Archiduque pretendiente Carlos de Austria |
| ------------------------------------------------------ | ------------------------------------------------------ | ------------------------------------------------------ |
| I                                                      | Luis de Pernía y Girón                                 | 1718-1732                                              |
| II                                                     | Pedro de Pernia Girón y Castilla                       | 1732- ?                                                |
| Rehabilitación por Francisco Franco                    |                                                        |                                                        |
| III                                                    | Manuel Cencillo de Pineda y Briones                    | 1950-1964                                              |
| IV                                                     | María de los Desamparados Cencillo y González-Campo    | 1967-2013                                              |
| V                                                      | Leonor March y Cencillo                                | 2014-actual titular                                    |

## Historia de los Condes de Pernía
- Luis de Pernía y Girón, I conde de Pernía (f. en 1732).

- Pedro de Pernía Girón y Castilla, II conde de Pernía.

Rehabilitado el 19 de agosto de 1950 para:
- Manuel Cencillo de Pineda y Briones (f. en 1964), III conde de Pernía.

1. Casó con María González-Campo. Le sucedió, en 1967, su hija:

- María de los Desamparados Cencillo y González-Campo (1923-2013), IV condesa de Pernía.

1. Casó con Bartolomé March Servera. Le sucede su hija:

- Leonor March y Cencillo (n. en 1946), V condesa de Pernía